# Ophiorrhiza biversifolia
Ophiorrhiza biversifolia är en måreväxtart som beskrevs av Theodoric Valeton. Ophiorrhiza biversifolia ingår i släktet Ophiorrhiza och familjen måreväxter. Inga underarter finns listade i Catalogue of Life.